# Weinmannia silvatica
Weinmannia silvatica är en tvåhjärtbladig växtart som beskrevs av Adolf Engler. Weinmannia silvatica ingår i släktet Weinmannia och familjen Cunoniaceae. Inga underarter finns listade i Catalogue of Life.